# Jill Clayburgh
Jill Clayburgh (ur. 30 kwietnia 1944 w Nowym Jorku, zm. 5 listopada 2010 w Lakeville) − amerykańska aktorka filmowa, teatralna i telewizyjna.
Laureatka nagrody za pierwszoplanową rolę kobiecą na Festiwalu Filmowym w Cannes, nominowana do Oscara dla najlepszej aktorki pierwszoplanowej za rolę Eriki w komediodramacie Paula Mazursky’ego Niezamężna kobieta (1978). Otrzymała także drugą z rzędu nominację do Oscara za pierwszoplanową rolę Marilyn Holmberg w komedii romantycznej Alana J. Pakuli Zacznijmy od nowa (1979).

## Wczesne lata
Urodziła się w Nowym Jorku jako córka Julii Louise (z domu Dorr) i Alberta Henry’ego „Billa” Clayburgha. Jej matka była protestantką pochodzenia angielskiego, a także mała korzenie walijskie i holenderskie, a ojciec miał pochodzenie żydowskie. Jej matka była aktorką i sekretarką ds. produkcji teatralnej producenta Davida Merricka, a ojciec sprawował funkcję dyrektora ds. produkcji. Jej babcią ze strony ojca była śpiewaczka koncertowa i operowa Alma Lachenbruch Clayburgh. Jej brat, Jim Clayburgh, był scenografem. Jako dziecko Clayburgh zapragnęła zostać aktorką, gdy w 1950 zobaczyła Jean Arthur w roli Piotrusia Pana na Broadwayu. Wychowała się w Upper East Side na Manhattanie, gdzie uczęszczała do szkoły Brearley School dla dziewcząt. Następnie uczęszczała do Sarah Lawrence College, gdzie studiowała religię, filozofię i literaturę, ale ostatecznie zdecydowała się zostać aktorką. Odbyła szkolenie aktorskie w HB Studio. 

## Kariera
Clayburgh zaczęła grać jako studentka w szkole letniej, a po ukończeniu studiów dołączyła do Charles Street Repertory Theatre w Bostonie, gdzie w 1967 poznała Ala Pacino. Poznali się podczas prób do sztuki America, Hurrah. Mieli pięcioletni romans (1967–1972) i wrócili razem do Nowego Jorku. W 1968 Clayburgh występowała na off-Broadwayu w spektaklach: Nagła i przypadkowa reedukacja Horse’a Johnsona jako Dolly z Jackiem Klugmanem i The Indian Wants the Bronx / It’s Called the Sugar Plum Izraela Horovitza w roli Joanne Dibble z Pacino.
Po raz pierwszy pojawiła się na małym ekranie jako kobieta w parku w jednym z odcinków serialu krymnalnego ABC N.Y.P.D. (1968) z Jackiem Wardenem. Rok później zadebiutowała na kinowym ekranie w roli panny młodej Josephine w komedii Przyjęcie weselne (The Wedding Party, 1969) w reżyserii Briana De Palmy, Wilforda Leacha i Cynthii Munroe. Następnie trafiła do obsady opery mydlanej CBS Search for Tomorrow (1969−1970) jako Grace Bolton. W 1970 odniosła sukces na Broadwayu w roli Hannah Cohen w musicalu Rothschildowie, a w 1972 jako Catherine w komedii Pippin. Rola Wandy w telewizyjnym dramacie ABC Hustling (1975) z Lee Remick przyniosła jej nominację do nagrody Emmy. Za rolę słynnej śpiewaczki operowej Caterina Silveri w dramacie Bernardo Bertolucciego Księżyc (Luna, 1979) była nominowana do Złotego Globu dla najlepszej aktorki w filmie dramatycznym. Jako Ruth Loomis w komediodramacie Ronalda Neame’a Pierwszy poniedziałek października (First Monday in October, 1981) zdobyła nominację do Złotego Globu dla najlepszej aktorki w filmie komediowym lub musicalu. 
Grała znaczące role w serialach telewizyjnych: Ally McBeal (1999−2001) jako matka tytułowej bohaterki (Calista Flockhart) − Jeannie McBeal, Kancelaria adwokacka (2004) jako Victoria Stewart i Seks, kasa i kłopoty (2007−2009) jako Letitia 'Tish' Darling. W 2005 powróciła na Broadway w roli Bess Lapin w sztuce Naga dziewczyna na Appian Way u boku Richarda Thomasa.

## Życie prywatne

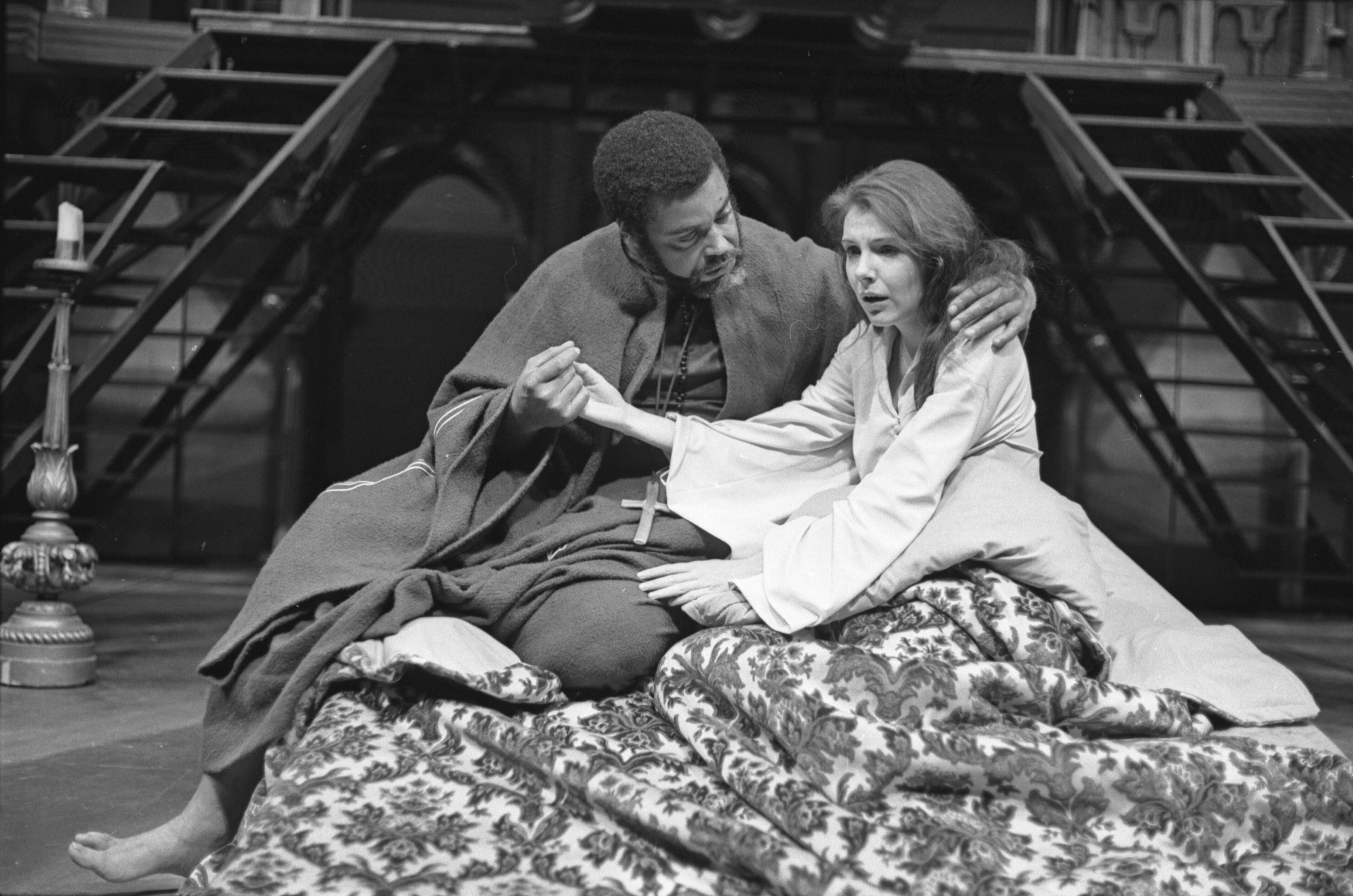
James Earl Jones i Clayburgh w sztuce Otello (1971)

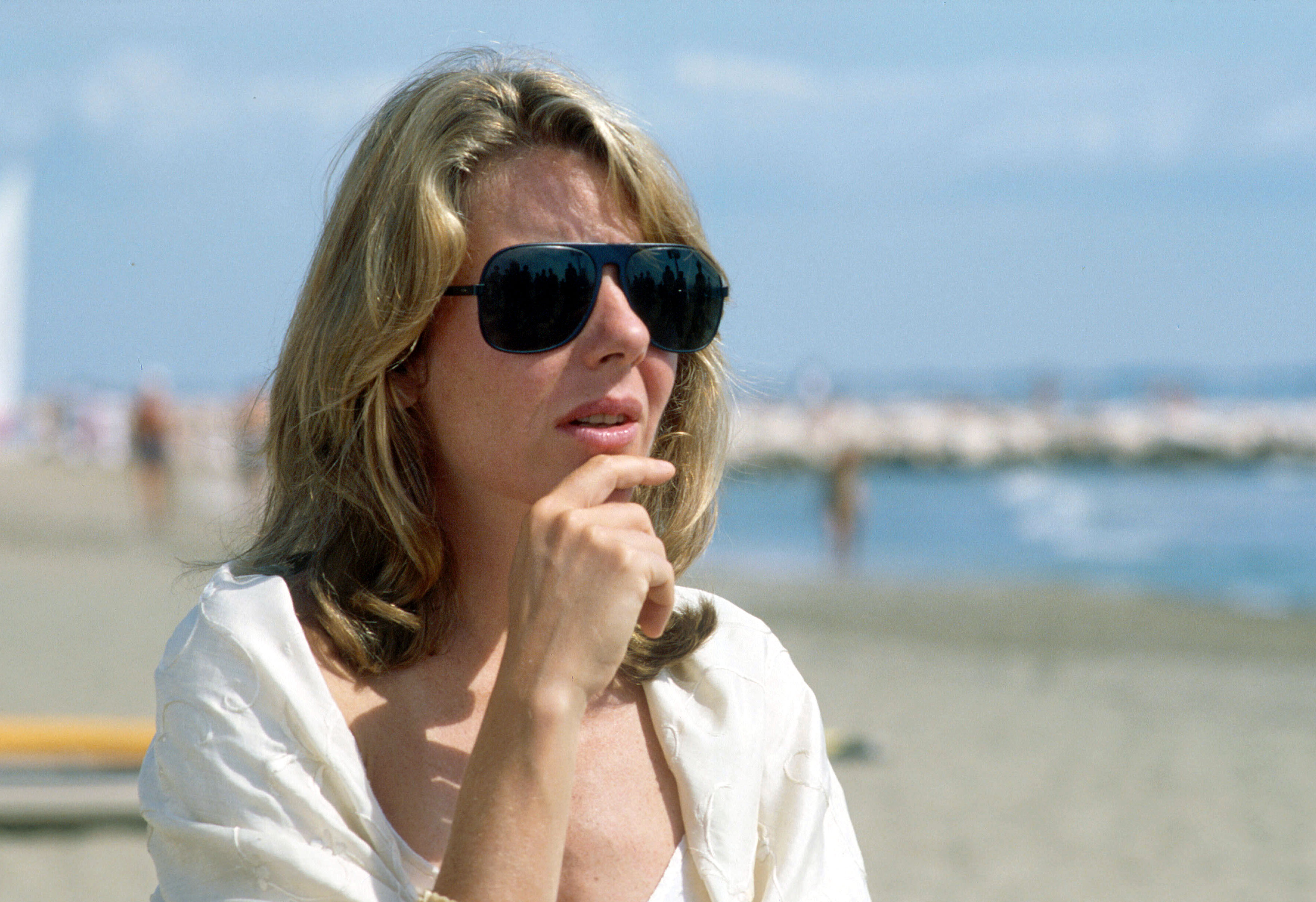
Clayburgh (1983)

8 marca 1979 zawarła związek małżeński z pisarzem Davidem Rabe, z którym miała córkę Lily Rabe (ur. 29 czerwca 1982) i syna Michaela (ur. 1986). 

### Śmierć
Zmarła 5 listopada 2010 w swoim domu w Lakeville w Connecticut, po trwającej przez ponad 20 lat walce z białaczką w wieku 66 lat.

## Filmografia
- Przyjęcie weselne (1969) jako Josephine
- Człowiek Terminal (1975) jako Angela Black
- Transamerican Express (1976) jako Hilly Burns
- Niezamężna kobieta (1978) jako Erica
- Zacznijmy od nowa (1979) jako Marilyn Holmberg
- Księżyc jako Caterina Silveri
- Teraz moja kolej (1980) jako Kate Gunzinger
- Pierwszy poniedziałek października (1981) jako Ruth Loomis
- Hanna K. (1983) jako Hanna Kaufman
- Cisi ludzie (1987) jako Diana Sullivan
- Sens życia − historia Jill Ireland (1991) jako Jill Ireland
- Szepty w mroku (1992) jako Sarah Green
- Pożar w Oakland (1993) jako Anneliese Osborn
- W kręgu miłości (1994) jako Helen Odom
- Z miłości do Nancy (1994) jako Sally
- Nie stracić najważniejszego (1997) jako Susan French
- Na całość (1997) jako Alma Burns
- Polubić czy poślubić (1997) jako Nan Whitman
- Moja kochana zabójczyni (1999) jako Alice Lorenz
- Nigdy więcej (2001) jako Grace
- Fenomen 2 (2003) jako Norma Malley
- Biegając z nożyczkami (2006) jako Agnes Finch
- Miłość i inne używki (2010) jako Nancy Randall
- Druhny (2011) jako matka Annie

## Nagrody
- Nagroda na MFF w Cannes Najlepsza aktorka: 1978 Niezamężna kobieta